# Боснійсько-іранські відносини
Боснійсько-іранські відносини — двосторонні дипломатичні відносини між Боснією та Герцеговиною та Іраном. Боснія та Герцеговина має посольство в Тегерані, у свою чергу Іран містить посольство в Сараєво.
Іран активно підтримував боснійську сторону під час Боснійської війни (1992-1995).

## Державні візити
У жовтні 2016 президент Боснії та Герцеговини Бакір Ізетбегович відвідав Тегеран і зустрівся з президентом Ірану Хасаном Рухані. Під час цього візиту двома країнами підписано меморандум про взаєморозуміння щодо збільшення двосторонніх інвестицій у малий та середній бізнес.

## Боснійська війна
Іран, переважно шиїтська країна, був однією з перших мусульманських країн, які надали підтримку боснякам, які в основному є мусульманами-сунітами, у Боснійській війні. Корпус Стражів Ісламської революції направив боснійцям понад п'ять тисяч тонн зброї. Корпус також надавав інструкторів та консультантів для Боснійської військової та розвідувальної служб. Декілька десятків іранських фахівців з розвідки працювало в Боснійському розвідувальному управлінні. Підрозділи моджахедів, підтримувані іранським Міністерством розвідки, навчали окремі підрозділи боснійської армії. Підтримувана Іраном Хезболла (ліванські шиїти) також направила своїх бійців на війну.
У 1992 Іран за допомогою Туреччини переправляв зброю боснійським мусульманам. Повідомлення про «сотні тонн зброї», відправлені з Ірану протягом місяця, з'явилися в ЗМІ на початку 1995. Іранська зброя постачалася також і через Хорватію.
Агент ЦРУ Роберт Баєр, який перебував у Сараєво під час війни, пізніше стверджував, що боснійський уряд є клієнтом іранців і що, якщо він обиратиме між ЦРУ та іранцями, то оберуть останніх. До кінця війни опитування громадської думки показали, що близько 86% боснійського мусульманського населення виражало позитивне ставлення до Ірану. Також зазначалося, що босняки використовували Іран та інші мусульманські країни переважно виходячи з особистих вигод та розпачу та значно меншою мірою через культурну та релігійну близькість.

## Спорт
Іран став першим суперником збірної Боснії та Герцеговини з футболу. Історичний футбольний матч відбувся 6 червня 1993 в Тегерані, в якому збірна Ірану поступилася гостям із рахунком 1:3. Гра мала статус товариської, і президент Ірану Алі Акбар Хашемі Рафсанджані привітав боснійців, які сприймали цей матч як визнання їхньої країни на міжнародному рівні.